# George Washington Lambert
Pour les articles homonymes, voir George Lambert (homonymie) et Lambert.
George Washington Thomas Lambert (né le 13 septembre 1873 à Saint-Pétersbourg – mort le 29 mai 1930 près de Camden, en Nouvelle-Galles du Sud) est un peintre australien. Il était le père du compositeur Constant Lambert et le grand-père de Kit Lambert.

## Galerie photographique

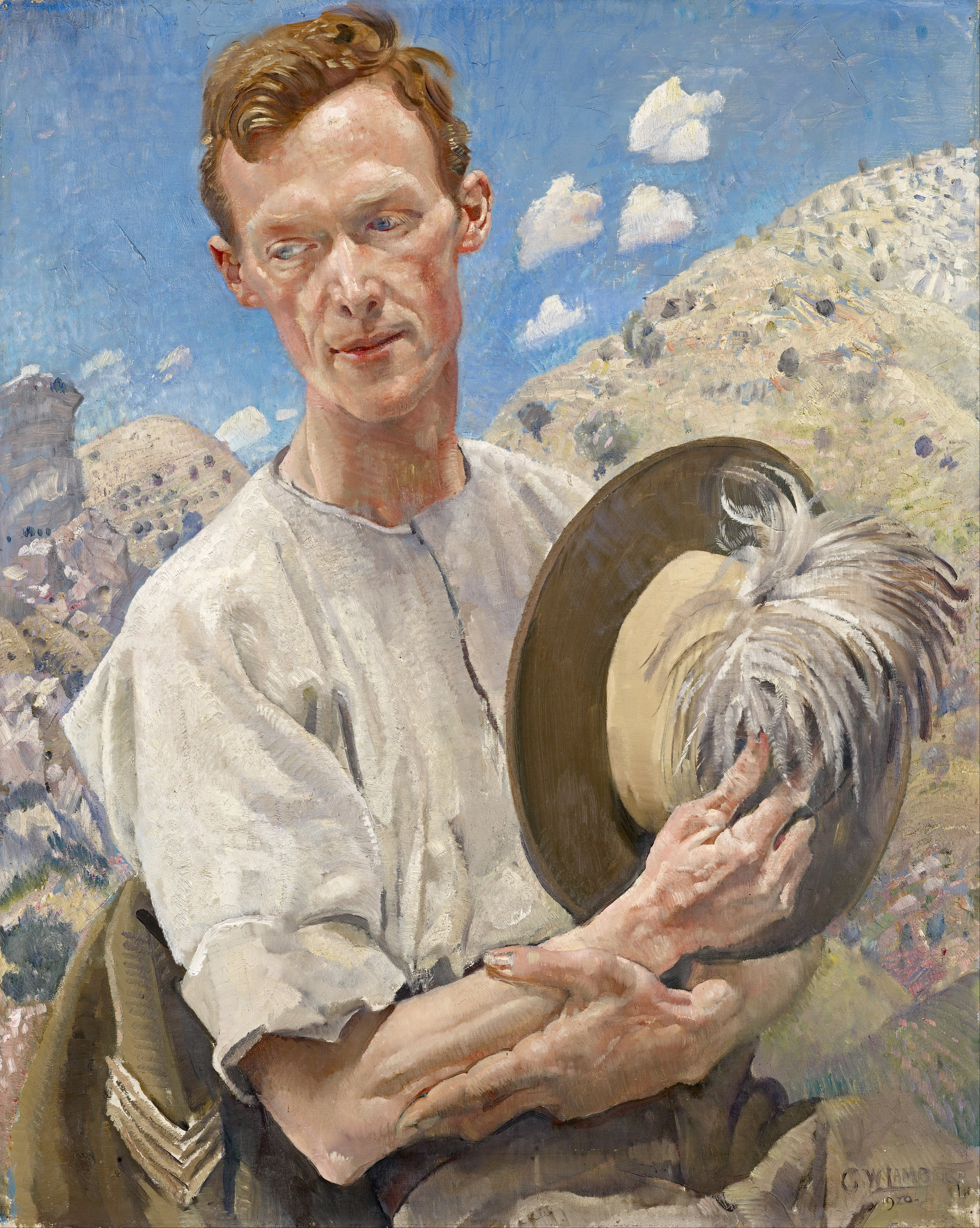
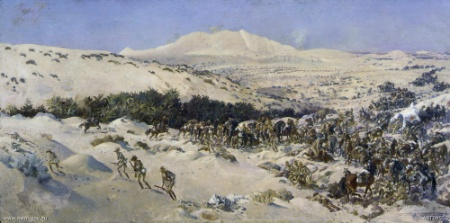
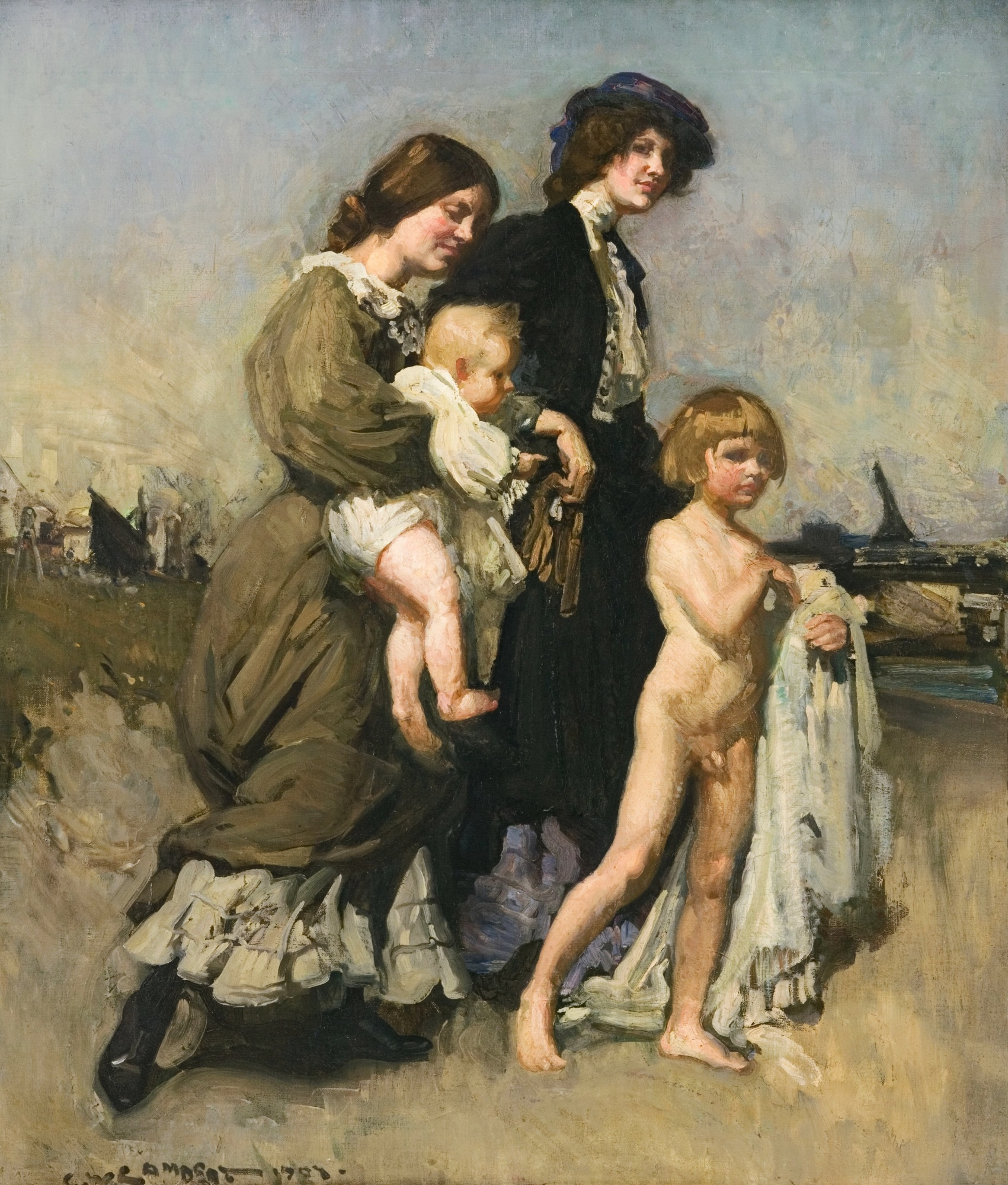
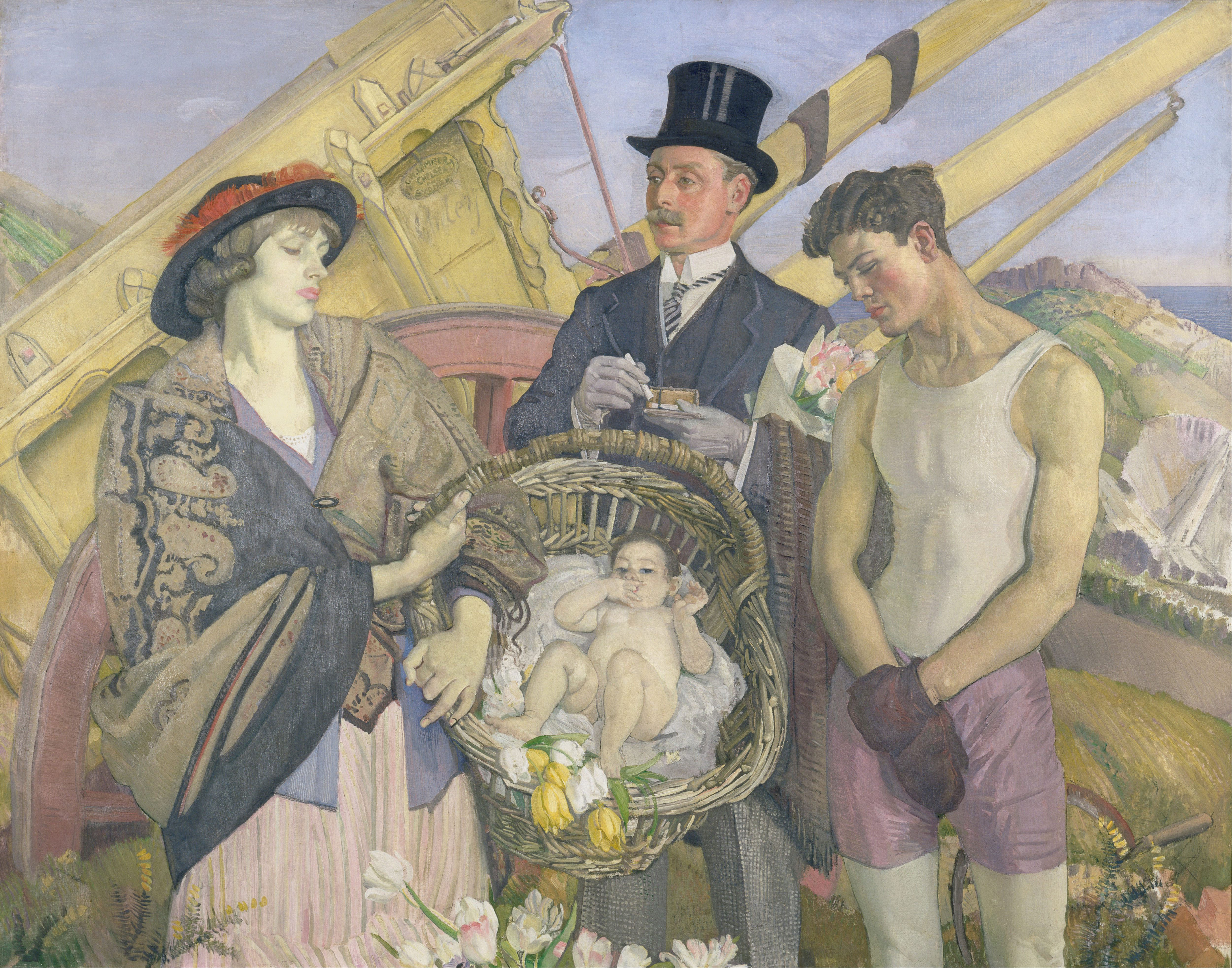